# Јоханес Штарк
Јоханес Штарк (15. април 1874 — 21. јун 1957) био је немачки физичар. Познат је по открићу Штарковог ефекта за који је 1919. године добио Нобелову награду за физику. Касније је био члан покрета Дојче физик (Deutsche Physik) под нацистичким режимом.